# Crorema collenettei
Crorema collenettei är en fjärilsart som beskrevs av Her. 1932. Crorema collenettei ingår i släktet Crorema och familjen tofsspinnare. Inga underarter finns listade i Catalogue of Life.